# Pritchardia lanaiensis
Pritchardia lanaiensis, tên tiếng Anh Lānaʻi Pritchardia, là một loài cọ đặc hữu ở Hawaii của Hoa Kỳ. Loài này chỉ có ở hòn đảo Lānaʻi.